# Standortspezifische Systemgastronomie
Als standortspezifische Systemgastronomie bezeichnet man ein Segment der Systemgastronomie.
Die beiden wesentlichen Merkmale sind die Lage an stark frequentierten Standorten (Traffic-Generatoren) und die Aufgabe, überwiegend die Verpflegung mit Zwischenmahlzeiten zu gewährleisten. Es gibt sowohl ein Unterscheidungssystem als auch diverse Zuschreibungen, die dem Grundkonzept entsprechen, ohne allgemein fest eingruppierbar zu sein:
Man kann das Segment in:
- Handelsgastronomie (Trade), z. B. Le Buffet
- Messegastronomie (Fair), z. B. Stockheim
- Verkehrsgastronomie (Travel)

unterteilen. Außerdem werden Gruppen wie:
- Gemeinschaftsverpflegung (Community)
- Freizeitgastronomie (Leisure)

zusammengefasst.